# دورة رانكن
دورة رانكن (بالإنجليزية: Rankine cycle)‏ هي دورة وظيفتها تحويل الطاقة الحرارية إلى شغل. تغذى الحرارة من مصدر خارجي إلى حلقة مغلقة، والتي عادة ما تستخدم الماء. تولد هذه الدورة حوالى 80% من الطاقة الكهربائية حول العالم، بما في ذلك جميع منشآت الطاقة الشمسية الحرارية، الطاقة الحيوية، طاقة وقود أحفوري ، و الطاقة النووية. يعود اسمها إلى العلامة الاسكوتلاندي، ويليام رانكن . تعد دورة رانكن اللبنة الأساسية في الديناميكا الحرارية المتعلقة بالمحرك البخاري.

## وصف

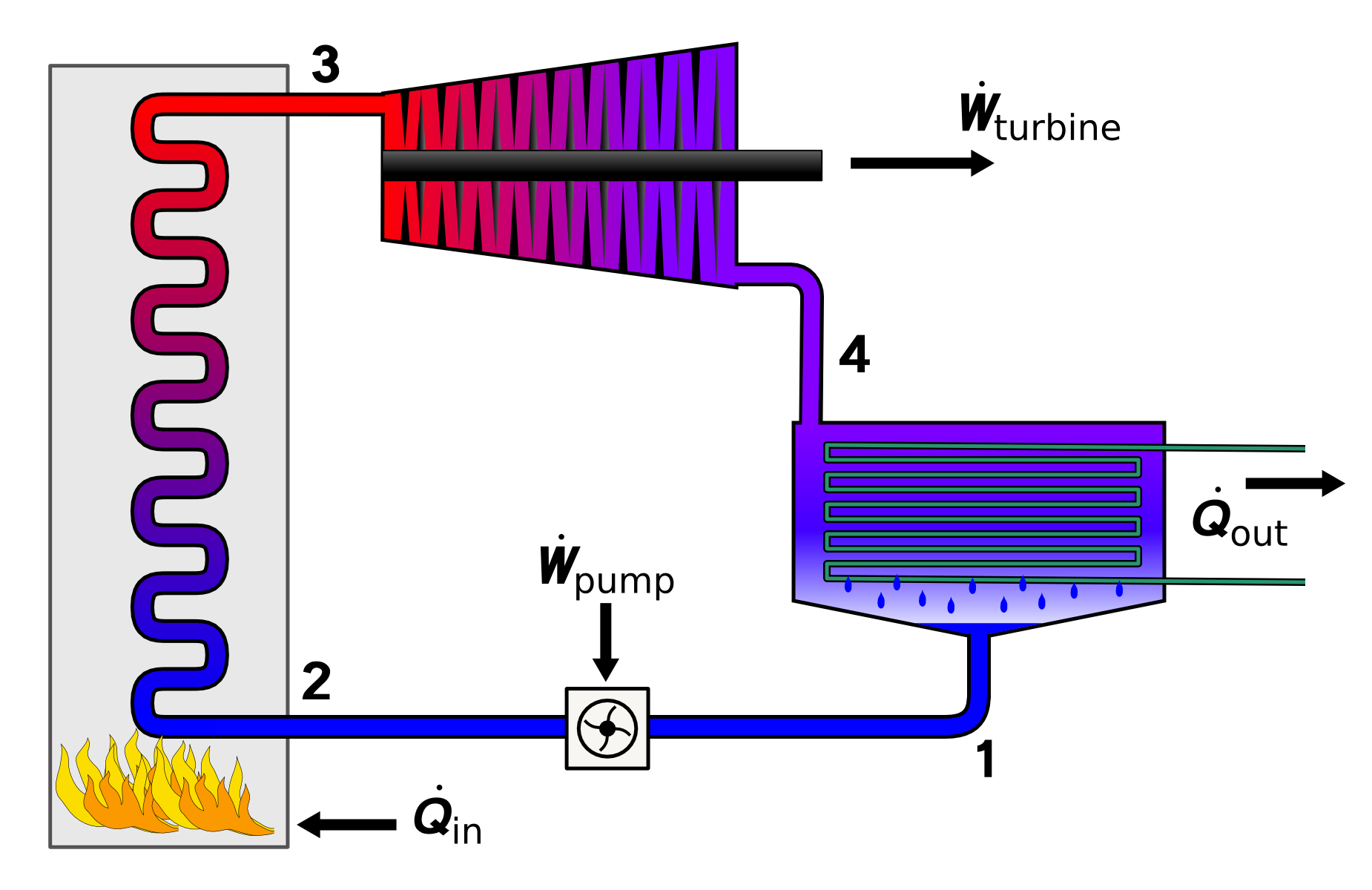
مخطط فيزيائي للأجهزة الأربعة المستعملة في دورة رانكن.

تشكل دورة رانكن وصفًا لنموذج محرك حراري يعمل بالبخار، يوجد ذلك المحرك البخاري عنفة غالبًا في محطات توليد الطاقة. من المصادر التي تعمل بها دورة رانكن وقود الفحم، الغاز الطبيعي، النفط والانشطار النووي.
يُشَارُ أحيانًا لدورة رانكن بدورة كارنو التطبيقية، وذلك لأنه عند استعمال توربين عالي الكفاءة، يبدأ مخطط درجة الحرارة T و الأنتروبية S (أنظر أسفله) بتشكيل دورة كارنو. يَكمُنُ الفرق الرئيسي بين الدورتين في أن إضافة الحرارة في الغلاية وطردها في المكثف تتم عند ثبات الضغط في دورة رانكن وعند ثبات الحرارة في دورة كارنو النظرية.
يُستَعَانُ بمضخة لرفع ضغط المائع المستخدم من المكثف في الحالة السائلة بدلًا من الحالة الغازية لأن (المضحات لا تصلح لضخ الغاز). تستهلك الطاقة اللازمة لتشغيل السائل في الدورة بالمضخة كليًا، كما تضيع الطاقة المستهلكة لعملية التسخين في الغلاية.
تفقد هذه الطاقة بداية حيث لا يوجد أي تكثف في التربينة، جل طاقة البخار يتم التخلص منها في المكثف. مع ذلك فإن الطاقة اللازمة لتشغيل المائع بالمضخة لا زالت أقل بكثير مقارنة بتلك اللازمة لضغطه في الحالة الغازية (كما هو الحال في دورة كارنو).

## عمليات دورة رانكن

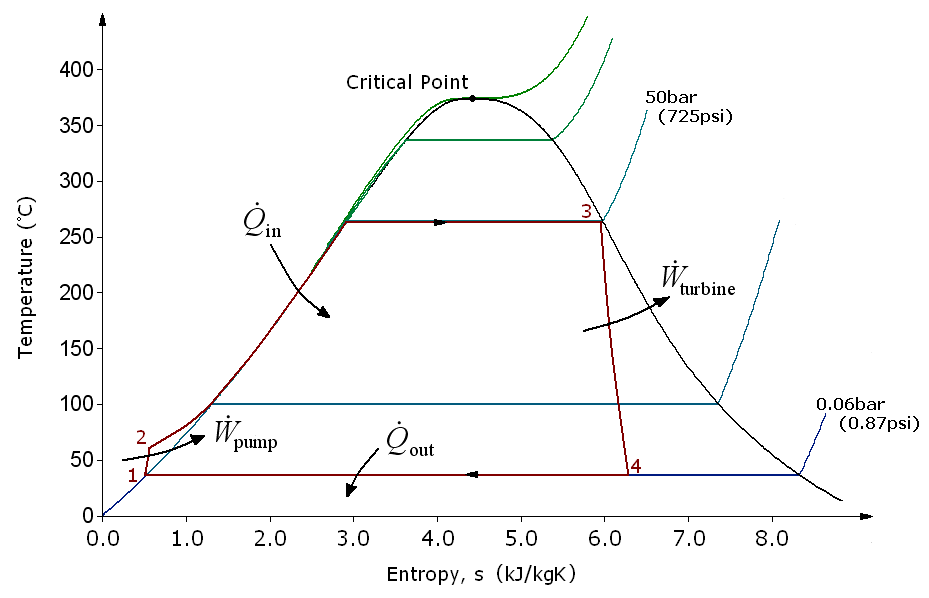
مخطط درجة الحرارة والإنتروبي لدورة رانكن تعمل بين ضغطين 0.06 بار و 50 بار.

هناك 4 عمليات بدورة رانكن. هذه الحالات تم تعريفها باللون البني على خريطة T-S:
- إجراء 1-2: يتم ضخ المائع من ضغط منخفض إلى ضغط مرتفع. تحتاج المضخة إلى القليل من الطاقة لضخ المائع والذي يكون في حالة سائلة عند النقطة 1.
- إجراء 2-3: يدخل السائل ذو الضغط المرتفع المرجل حيث يتم تسخينه بثبوت الضغط عن طريق مصدر خارجي ويتحول إلى بخار جاف مشبع. يمكن قياس كمية الطاقة الداخلة للمرجل من خلال خريطة الإنثالبي والإنتروبي (h-s) أو يدويا عن طريق جدول البخار.
- إجراء 3-4: يتمدد البخار الجاف والمشبع خلال العنفة مولدا القدرة. أثناء التمدد يحدث انخفاض لدرجة الحرارة وكذلك الضغط وربما يحدث بعض التكثف في نهاية التمدد. يمكن أيضا حساب القدرة الخارجة باستخدام الخرائط أو جدول البخار.
- إجراء 4-1: يدخل البخار للمكثف بحيث تحدث عملية التكثيف بثبوت الضغط ويتحول البخار إلى سائل مشبع.

في الدورة المثالية فإن الإجراء داخل المضخة والعنفة سيكون بثبوت الإنتروبي (عملية متساوية الاعتلاج). في هذه الحالة تنتج العنفة أقصى قدرة ممكنة حيث أنه لا تتولد إنتروبي في الدورة المثالية. في هذه الحالة فإن الإجراء 1--2 و الإجراء 3-4 سيتم تمثيله بخط مستقيم على منحنى درجة الحرارة والإنتروبي (T-S). تمنع دورة رانكن من خروج البخار من العنفة في منطقة البخار المحمص [1] وذلك لتقليل الطاقة التي يتم إزالتها بواسطة المكثف.
تختلف الدورة الحقيقة عن الدورة المثالية وذلك بسبب عدم الانعكاسية في مكونات الدورة وذلك بسبب مفاقيد الاحتكاك والحرارة المهدرة للبيئة المحيطة. يتسبب الاحتكاك في نقصان الضغط بالمرجل، المكثف والأنابيب التي تصل بين الأجزاء المختلفة وبالتالي يخرج البخار من المرجل عند ضغط أقل. تسبب الحرارة المفقودة هذه في انخفاض القدرة الخارجة وبالتالي لا بد من زيادة الطاقة الدخالة للمرجل بحيث يؤدي بالنهاية لخروج القدرة المطلوبة بعد الفقد.

## متغيرات
| {\displaystyle {\dot {Q}}}                | معدل انتقال الحرارة من أو إلى النظام ( وحدة طاقة لوحدة الزمن)        |
| {\displaystyle {\dot {m}}}                | معدل تدفق الكتلة.                                                    |
| {\displaystyle {\dot {W}}}                | القدرة الميكانيكة المستهلكة بواسطة النظام.                           |
| {\displaystyle \eta _{therm}}             | الكفاءة ( القدرة الخارجة لوحدة الحرارة الداخلة، لا بعدية)            |
| {\displaystyle \eta _{pump},\eta _{turb}} | كفاءة العملية متساويىة الاعتلاج للمضخة الوعنفة                       |
| {\displaystyle h_{1},h_{2},h_{3},h_{4}}   | المحتوى الحراري عند النقط 1,2,3,4 على خريطة درجة الحرارة والإنتروبي. |
| {\displaystyle h_{4s}}                    | المحتوى الحراري للعنفة إذا كانت العملية متساوية الاعتلاج             |
| {\displaystyle p_{1},p_{2}}               | الضغط قبل وبعد الانضغاط بالمضخة                                      |

## معادلات
يمكن استنتاج الكفاءة وحسابها لدورة رانكن من العلاقة:
{\displaystyle \eta _{therm}={\frac {{\dot {W}}_{thermal}-{\dot {W}}_{}}{{\dot {Q}}_{in}}}\approx {\frac {{\dot {W}}_{turb}}{{\dot {Q}}_{in}}}.}
المعادلات القادمة تم استنتاجها من توازن الكتلة والطاقة. يمكن تعريف الكفاءة الحرارية ({\displaystyle \eta _{therm}}) أنها النسبة بين القدرة الخارجة إلى الحرارة الداخلة للنظام. يمكن إهمال الشغل التي تحتاجه المضخة والذي يمثل نسبة بسيطة حوالي 1%.
{\displaystyle {\frac {{\dot {Q}}_{in}}{\dot {m}}}=h_{3}-h_{2}}
{\displaystyle {\frac {{\dot {Q}}_{out}}{\dot {m}}}=h_{4}-h_{1}}
{\displaystyle {\frac {{\dot {W}}_{pump}}{\dot {m}}}=h_{2}-h_{1}}
{\displaystyle {\frac {{\dot {W}}_{turbine}}{\dot {m}}}=h_{3}-h_{4}}
عندما نتعامل مع كفاءة المضخة والعنفة فإنه لا بد من إجراء بعض التعديلات :
{\displaystyle {\frac {{\dot {W}}_{pump}}{\dot {m}}}=h_{2}-h_{1}\approx {\frac {v_{1}\Delta p}{\eta _{pump}}}={\frac {v_{1}(p_{2}-p_{1})}{\eta _{pump}}}}
{\displaystyle {\frac {{\dot {W}}_{turbine}}{\dot {m}}}=h_{3}-h_{4}\approx (h_{3}-h_{4})\eta _{turbine}}

## دورة رانكن الواقعية (غير المثالية)
في الدورة الحقيقة بمحطات الطاقة (تطلق دورة رانكن فقط على الدورة المثالية)، فإن الانضغاط بالمضخة والتمدد بالعنفة لا يكون بعملية متساوية الاعتلاج. يمكن القول أن هذه الإجراءات لا انعكاسية حيث تزداد الإنتروبي خلال الإجرائين. يؤدي هذا إلى زيادة الشغل المستهلك بواسطة المضخة وتقليل القدرة الخارجة من العنفة. 

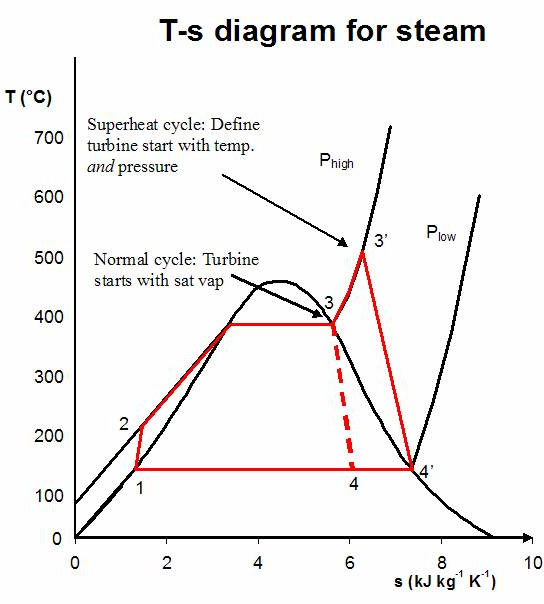
دورة رانكن مع تحميص البخار

تتحدد كفاءة العنفة بواسطة قطرات الماء المتكونة حيث أن هذه القطرات تصطدم بالعنفة بسرعات عالية مما تسبب نقرات بالريش وتقلل من فترة عمر العنفة وكفاءتها. لكي نتغلب على هذه المشكلة فإننا نرفع درجة حرارة البخار الدخلة للعنفة بحيث يكون بمنطقة البخار المحمص. بالنظر على مخطط درجة الحرارة والإنتروبي نجد أنه عند النقطة 3 فإن المائع يكون في الحالة البخارية وبعض قطرات السائل ولذلك فإنه بعد التمدد نجد أنه يكون نسبة البخار إلى السائل منخفضة. إذا كان البخار في المنطقة المحمصة فإن ذلك يجعل البخار بعد التمدد جاف أكثر ويؤدي لزيادة قدرة العنفة أيضا.

## حيود عن دورة رانكن الأساسية
يمكن زيادة الكفاءة الحرارية عن طريق رفع درجة الحرارة المتوسطة للحرارة الداخلة {\displaystyle \left({\bar {T}}_{\mathit {in}}={\frac {\int _{2}^{3}T\,dQ}{Q_{\mathit {in}}}}\right)}. يمكن ذلك عن طريق رفع درجة حرارة البخار في المنطقة المحمصة. هناك حيدو كثيرة عن دورة رانكن الأساسية وذلك لرفع الكفاءة الحرارية.

### دورة رانكن مع إعادة التسخين

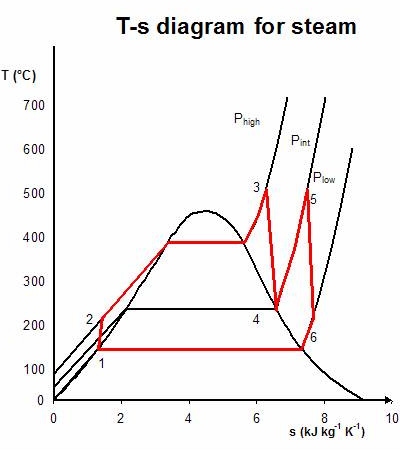
دورة رانكن مع إعادة التسخين

الغرض من إعادة التسخين هو إزلة الرطوبة الموجودة بالبخار عند المرحلة النهائية من التمدد. في هذه الحالة فإن هناك عنفتين يعملان على التوالي. في الأولى يدخل البخار الخارج من المرجل عند ضغط عالي وتكون هذه هي عنفة الضغط العالي ثم يتم تسخين البخار مرة أخرى بعد خروجه وذلك قبل الدخول العنفة الثانية وهي عنفة الضغط المنخفض. تكون درجة الحرارة للبخار بعد تسخينه مرة أخرى مساوية أو بالقرب من درجة الحرارة للبخار عند دخولة للعنفة في المرحلة الأولى حيث أن الضغط المطلوب للعنفة الثانية يكون مساويا الربع (1/4) من ضغط الخروج من المرجل. من مميزات هذه العملية هي التأكد من عدم تكثف لجزأ من البخار داخل العنفة وبالتالي المحافظة على ريش العنفة مما يحسن من كفاءة الدورة. هذه الدورة تم استخدامها للمرة الأولى عام 1920 ولكها لم تستخدم لفترات طويلة بسبب صعوبة التكوين. عام 1940، تم تقديم هذه الدورة مرة أخرى بعد التطور في تصنيع المراجل وتم عمل زوج من إعادة التسخين عام 1950. الفكرة من إعادة التسخين مرتين هي رفع درجة الحرارة المتوسطة ولكنه وجد أنه عند زيادة إعادة التسخين عن مرتين فإنه يكون غير ضروري حيث أن الزيادة في الكفاءة ليست كبيرة.

### دورة رانكن المعدلة

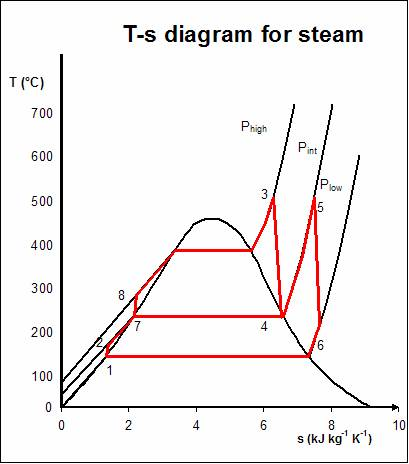
دورة رانكن المعدلة

تسمى هذه الدورة هكذا حيث أنه وبعد خروج السائل من المكثف كسائل مشبع يتم تسخينه قبل الدخول للمرجل. يتم ذل عن طريق استخلاص جزأ من البخار الداخل للعنفة وخلطه مع هذا السائل لرفع درجة حرارته. على المخطط نجد أن النقطة 2 تختلط مع النقطة 4 عند نفس الضغط ويكون الناتج هو النقطة رقم 7. نطلق على هذا النوع بالخلط المباشر.
هناك نوع آخر حيث يتم استخلاص جزأ من البخار من العنفة وإدخاله إلى مسخنات ماء التغذية وذلك لتسخين الماء وهو في طريقه إلى المرجل. هذه المسخنات لا يختلط بها البخار والسائل ولذلك فهي يطلق عليها مسخنات مغلقة. هذا يؤدي إلى زيادة كفاءة الدورة بحيث تقل كمية الحرارة المضافة للمرجل.

## وصفها
| توضيح مخطط الحالة | توضيح مخطط الحالة |
| ----------------- | ----------------- |
|                   |                   |
|                   |                   |
|                   |                   |

تتكون الدورة من 4 مراحل :
- 1 - 2 عملية متساوية الحجم الكبس (dQ=0; dp>0, dv<0),
  - بواسطة عملية ضغط كظومة .
  - آداء عملية الضغط{\displaystyle +w_{t12}}
    - يرتفع الضغط من {\displaystyle p_{1}} إلى {\displaystyle p_{2}}
    - فترتفع درجة الحرارة من {\displaystyle T_{1}} إلى {\displaystyle T_{2}}
    - وينخفض الحجم النوعي من{\displaystyle v_{1}} إلى {\displaystyle v_{2}}
    - وتبقي الإنتروبيا ثابتة
- 2 - 3 عملية متساوية الضغط ،إمداد الحرارة (dp=0, dQ>0, dv>0),
  - بواسطة غرفة الاحتراق والتبادل الحراري
  - إمداد الحرارة النوعية {\displaystyle +q_{23}}
    - يبقى الضغط ثابتا
    - ترتفع درجة الحرارة من {\displaystyle T_{2}} إلى {\displaystyle T_{3}}
    - يتمدد الحجم من {\displaystyle v_{2}} إلى {\displaystyle v_{3}}
    - ويزيد الإنتروبي النوعي من {\displaystyle s_{2}} إلى {\displaystyle s_{3}}
- 3 - 4 تمدد خلال عملية متساوية الحجم (dp<0, dQ=0, dv>0),
  - بواسطة توربين يعمل كعملية كظومة
  - سحب شغل التوربين {\displaystyle w_{t34}}
    - ينخفض الضغط من {\displaystyle p_{3}} إلى {\displaystyle p_{4}}
    - وتنخفض درجة الحرارة من {\displaystyle T_{3}} إلى {\displaystyle T_{4}}
    - يتمدد الحجم النوعي من {\displaystyle v_{3}} إلى {\displaystyle v_{4}}
    - الإنتروبية النوعية تبقى ثابتة
- 4 - 1 إخراج الحرارة(dp=0, dQ<0, dv<0).
  - بواسطة مبادل حراري مبرد
  - سحب الحرارة النوعية {\displaystyle q_{41}}
    - ويبقى الضغط ثابتا
    - فتنخفض درجة الحرارة من {\displaystyle T_{4}} إلى {\displaystyle T_{1}}
    - ويقل الحجم من {\displaystyle v_{4}} إلى {\displaystyle v_{1}}
    - وينخفض الإنتروبيا النوعية من {\displaystyle s_{4}} إلى {\displaystyle s_{1}}